# トマス・サリー
トマス・サリー（英: Thomas Sully、1783年6月19日 - 1872年11月5日）は、イギリス生まれで、19世紀前半にアメリカ合衆国で活躍した画家である。肖像画を得意とした。

## 伝記

### 生い立ち
トマス・サリーはイングランド、リンカーンシャーのホーンキャッスルで、俳優マシュー・サリーとサラ・サリー夫婦の子として生まれた。1792年、サリー夫婦とその9人の子供たちがアメリカ合衆国サウスカロライナ州チャールストンに移住した。そこではトマスの叔父が劇場を運営していた。サリーはチャールストンで11歳のときに曲芸師として初舞台を踏んだ。保険のブローカーのもとに短期間徒弟に入った後、そのブローカーがサリーの芸術的才能を見抜き、サリーは12歳で絵を描き始めた。フランスの細密画家で義兄弟のジャン・ベルゾン（活動期間1794年-1812年）と共に勉強していたが、1799年に喧嘩別れした。
サリーはリッチモンドに戻り、兄のローレンス（1769年-1804年）から「細密画と装置画」を学んだ。ローレンスが死んだ後、サリーは兄の未亡人サラ・アニスと結婚した。ローレンスの子供たちを養育し、サラとの間には9人の子供をもうけた。この子供たちの中には南北戦争などで活躍した軍人のアルフレッド・サリー、サリーの弟子の画家ジョン・ニーグルと結婚したメアリー・チェスター・サリー、ジェイン・クーパー・サリー・ダーリー、ブランシェ、ロザリー・サリー、トマス・ウィルコックス・サリー等がいた。
サリーはミュージカル基金協会の設立メンバーの1人だった。この協会では多くの音楽家や作曲家の肖像画を描いた。

### 絵画作品

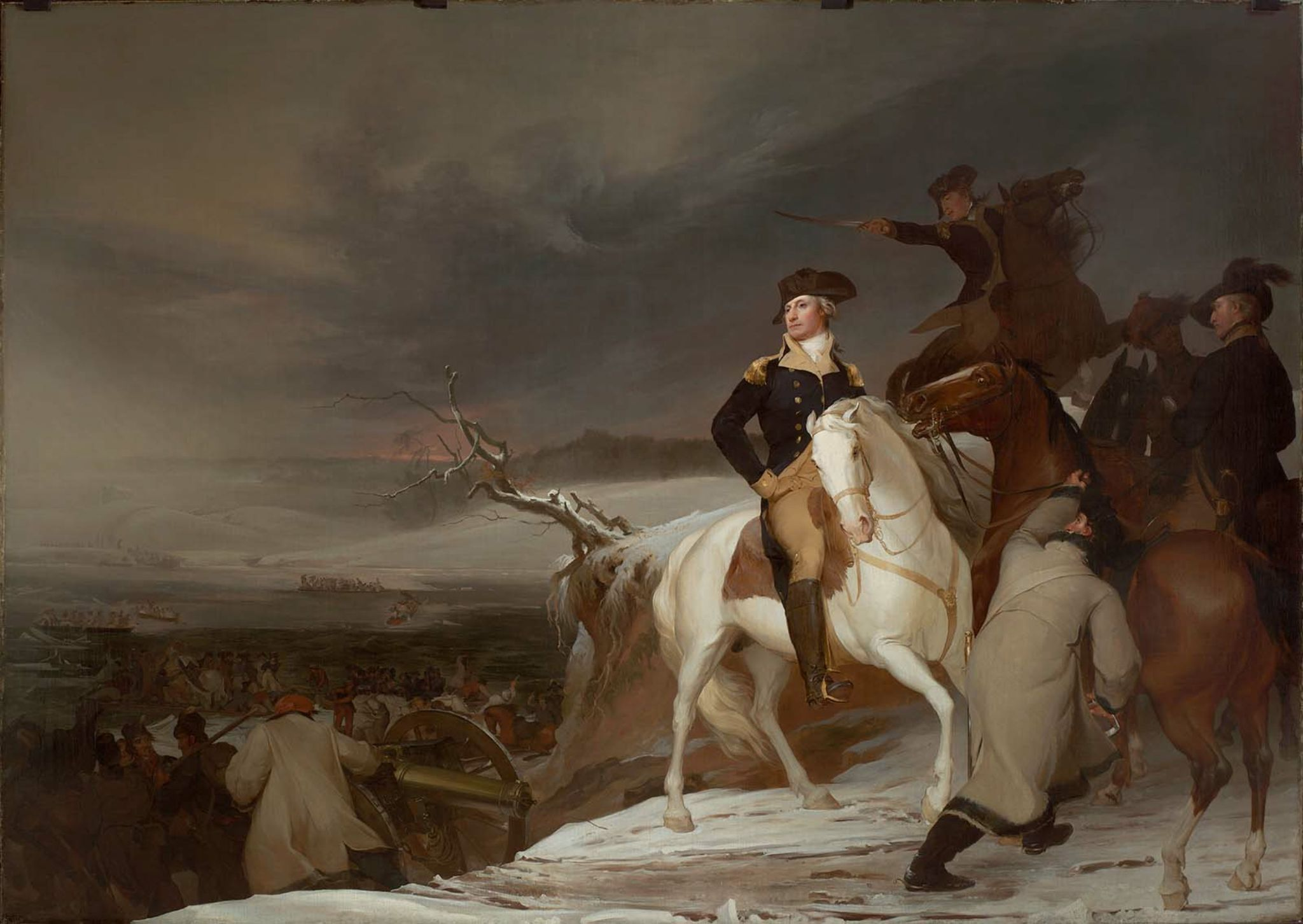
デラウェアの通過、1819年、ボストン美術館蔵

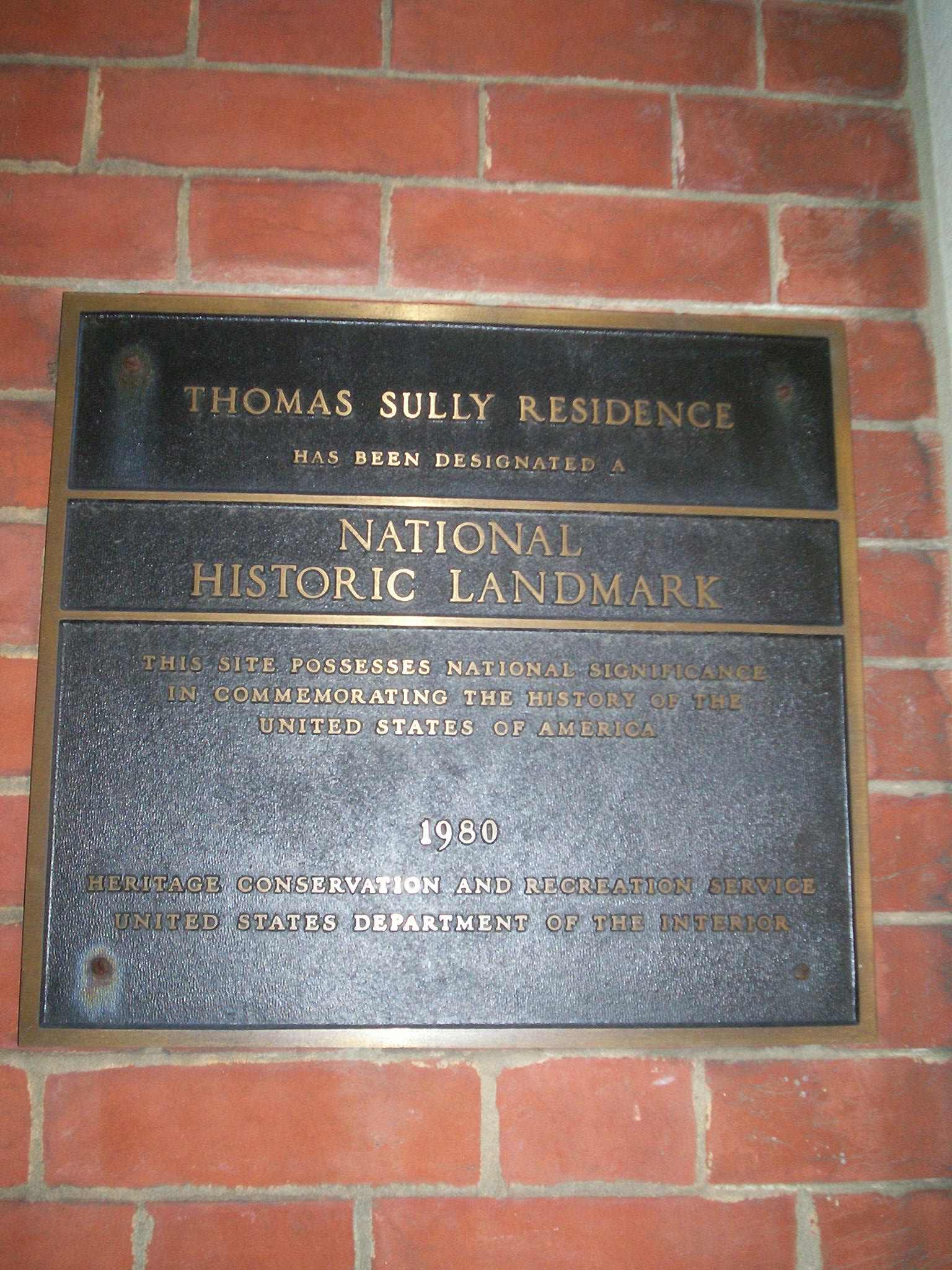
トマス・サリーの旧宅を示す銘板、フィラデルフィアフィラデルフィア市、ソサイエティヒル

サリーは1801年に18歳で職業画家になった。ボストンのギルバート・ステュアートに3週間付いて肖像画の描き方を勉強した。その後バージニア州で兄弟と共に過ごした後で、ニューヨークに移転した。
1806年にはフィラデルフィアに移り、その後はこの町で暮らすことになった。1809年、ロンドンに9か月間旅し、ベンジャミン・ウエストについて学んだ。
サリーが1824年にジョン・クインシー・アダムズの肖像画を描くと、アダムズはそれから1年以内に大統領になった。この絵は現在ワシントンD.C.のナショナル・ギャラリーが保存している。続いてラファイエット侯爵の肖像画を描くと、当時の画壇の最前線にサリーを押し出すことになった。当時の著名なアメリカ人の多くがサリーに肖像画を書かせた。1837年から1838年、フィラデルフィアのセントジョージ協会の要請で、ヴィクトリア女王を描くためにロンドンに行った。ヴィクトリア女王が多忙なときは、その衣装を娘のブランシェが来て身代わりになって助けた。サリーが描いたトーマス・ジェファーソンの肖像画の1つはバージニア大学のジェファーソン文学討論協会が所有しており、協会のロタンダに掛けられている。別のジェファーソンの肖像画は頭から爪先まで全身を描いたものだが、ウェストポイントの陸軍士官学校に掛けられており、アレクサンダー・マコーム将軍の肖像画も同様である。
サリーが独自に付けた通し番号によって、1801年から2631枚の絵を描いており、その大半は現在アメリカ合衆国国内にある。その画風はトーマス・ローレンスに似ていた。肖像画家としてよく知られているが、歴史的な場面や風景画も描いた。歴史画の例としては1819年に描いた『デラウェアの通過』があり、現在はボストン美術館に収められている。サリーの描いた『アンナとハリエットのコールマン姉妹の肖像』は、2013年9月28日に、ペンシルベニア州マンハイムのジョン・M・ヘス・オークション・サービスInc.によって145,000ドルで売られた。

### 死と遺産

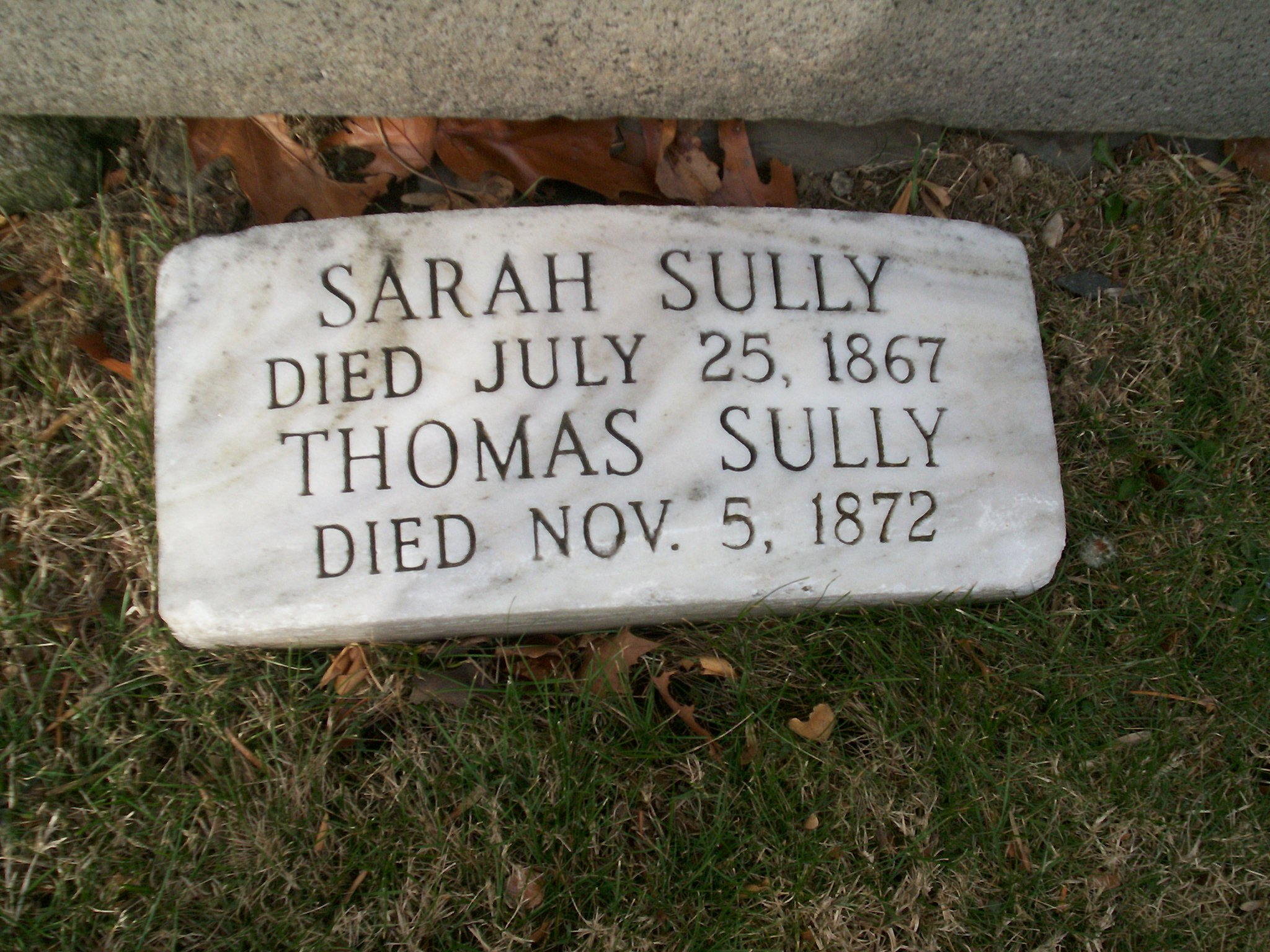
トマス・サリーとその妻サラの墓標

サリーは1872年11月5日にフィラデルフィアで亡くなった。この町はその生涯の大半を過ごし、成功を収めていた。ローレルヒル墓地に埋葬された。その著書『若い画家のためのヒント』は死後に出版された。
サリーの描いた肖像画の幾つかはノースカロライナ大学弁証慈善協会の部屋に掛けられている。ジェームズ・ポーク大統領のものを含む肖像画は、協会の著名な卒業生が発注したものである。1836年のゴブレヒト・ドル貨幣に始まり1891年まで続いたアメリカ合衆国座るリバティ貨幣の表面は、サリーの原作を元にした図案である。
サリーの息子アルフレッド・サリーは南北戦争のときに北軍の准将だった。その曽孫がエラ・デロリアであり、ヤンクトン・スー族出身の著名な人類学者、かつ著作家となった。その甥のヴァイン・デロリア・ジュニアはスタンディング・ロック・インディアン居留地の学者であり、1969年には『カスターは貴方達の罪のために死んだ』を著した作家であり、アメリカ・インディアンの公民権運動綱領となった。
トマス・サリーはニューオーリンズを本拠とした建築家トマス・サリー（1855年-1939年）の大叔父である。

## 作品ギャラリー

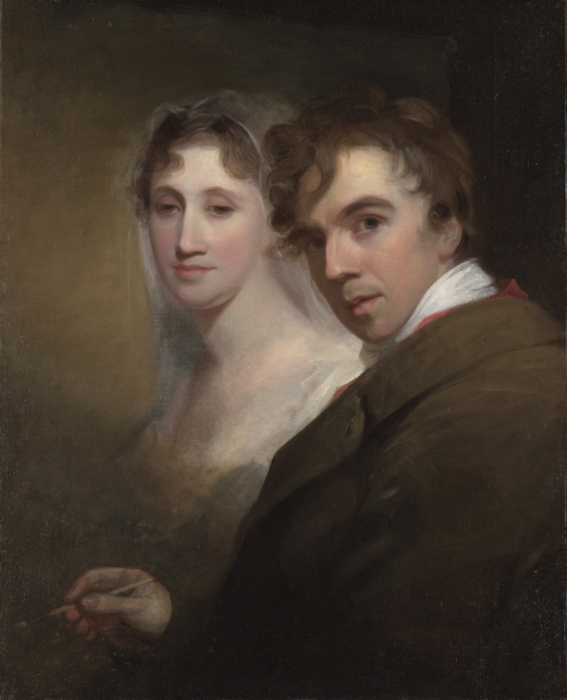
『妻を描く画家の肖像』、1810年頃、油彩カンバス、イエール大学アートギャラリー蔵
『ハープと淑女』、1818年、エリザ・リッジリーの肖像、ハンプトン・マンションで1820年代から1945年蔵、その年に、ナショナル・ギャラリーに売却[2]
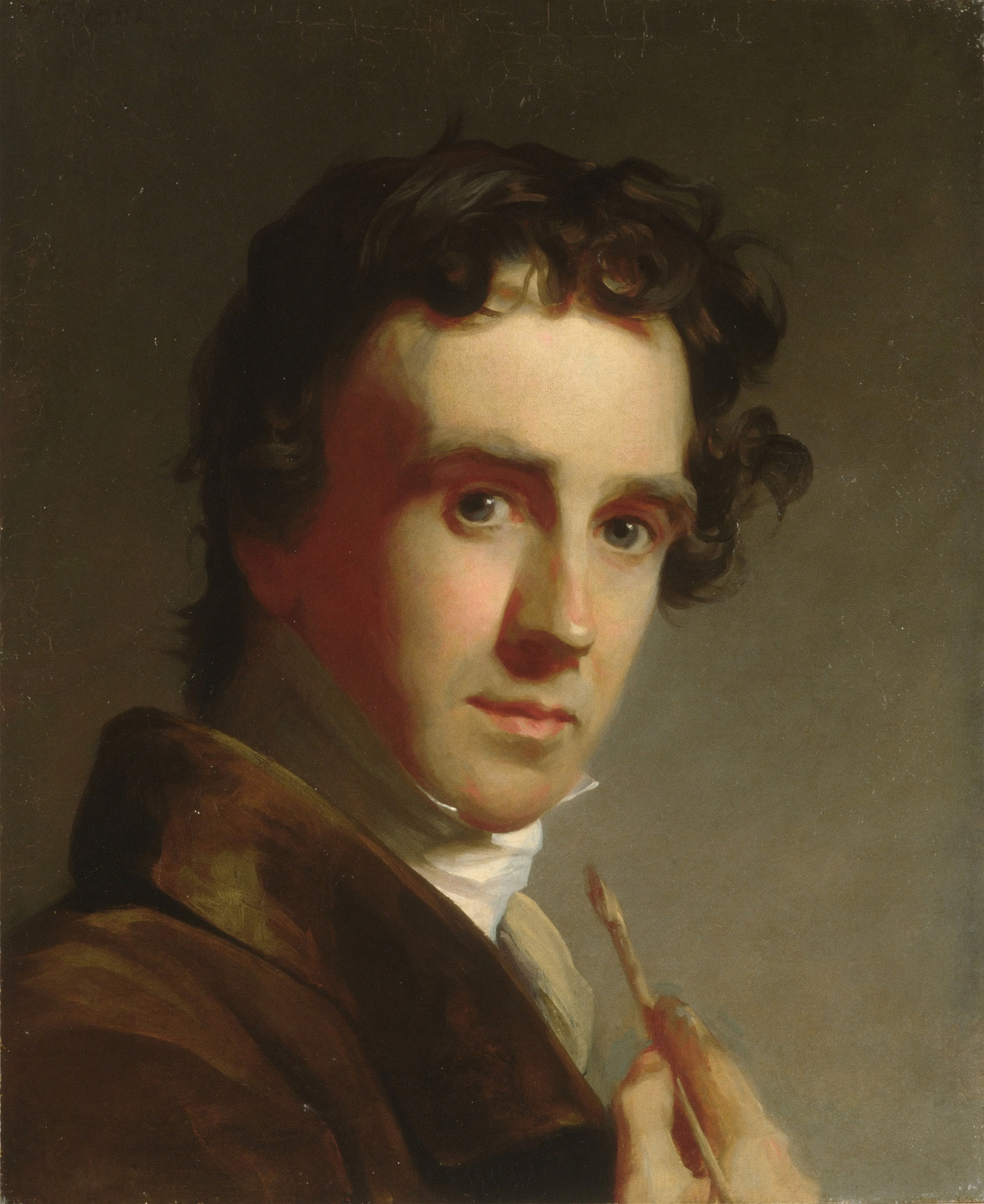
『画家の肖像』、1821年、メトロポリタン美術館蔵
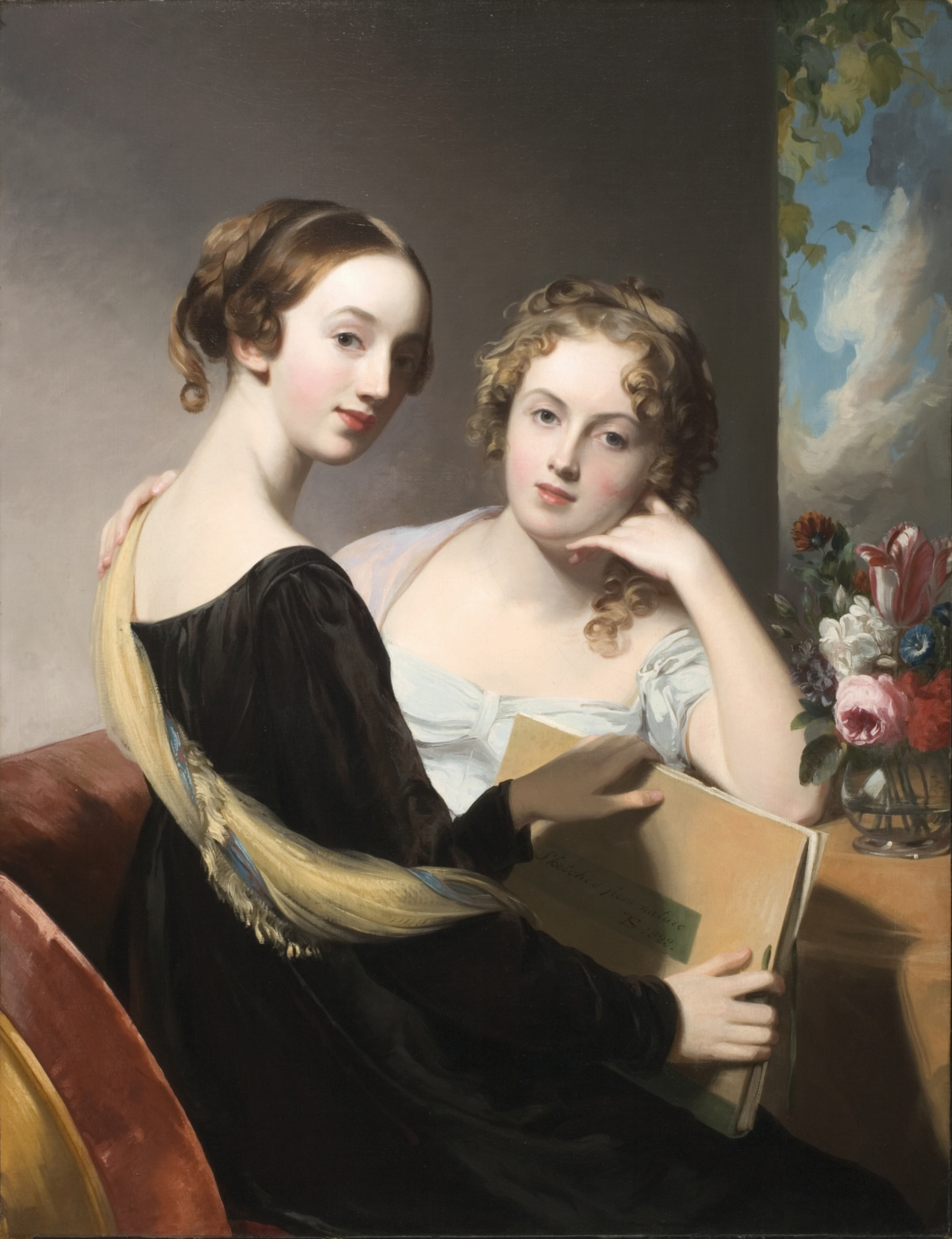
『メアリーとエミリーのマックイーン姉妹の肖像』、1823年、ロサンゼルス郡美術館蔵
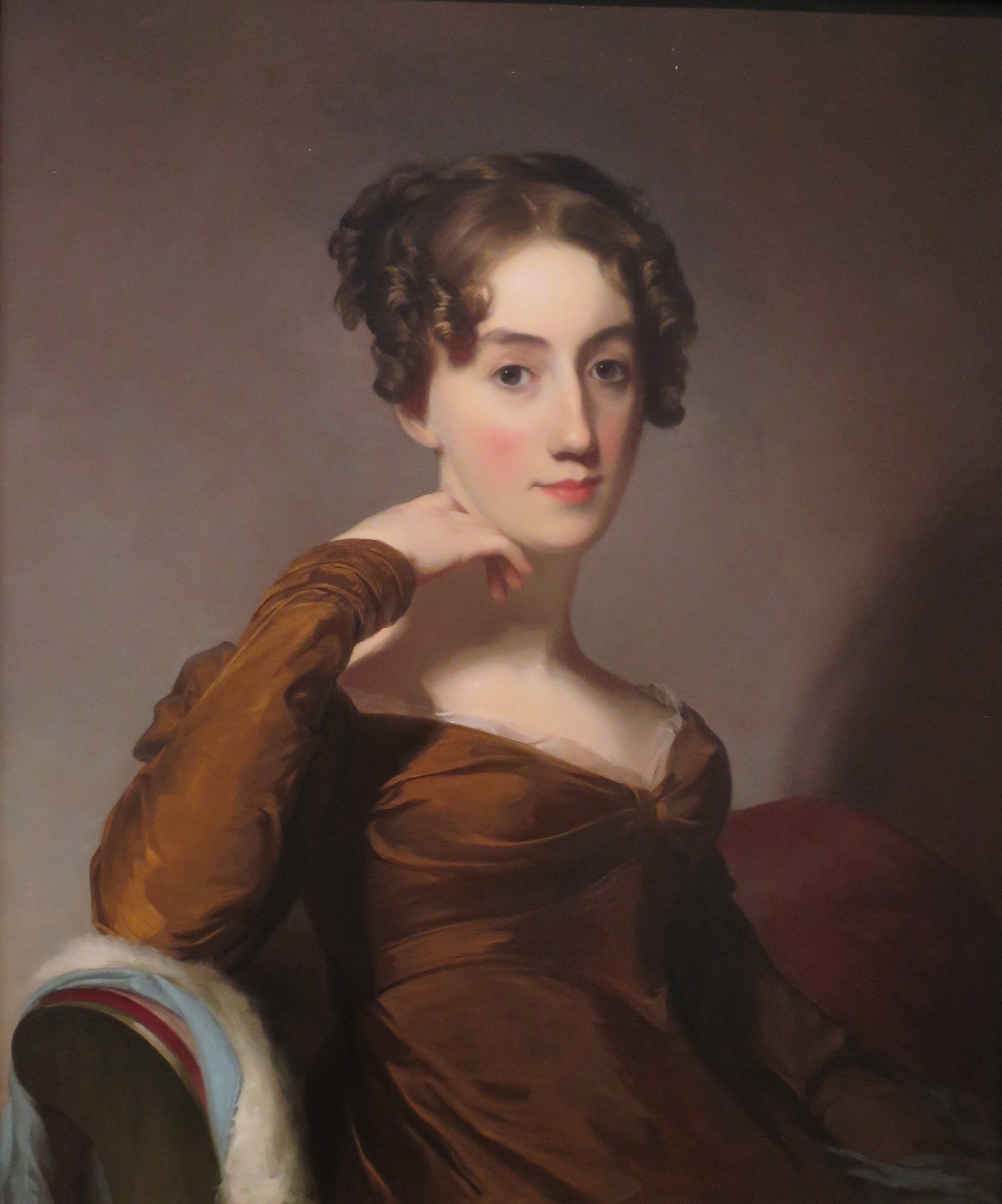
『エリザベス・マックイーン・スミスの肖像』、1823年、油彩キャンバス、ホノルル美術館蔵
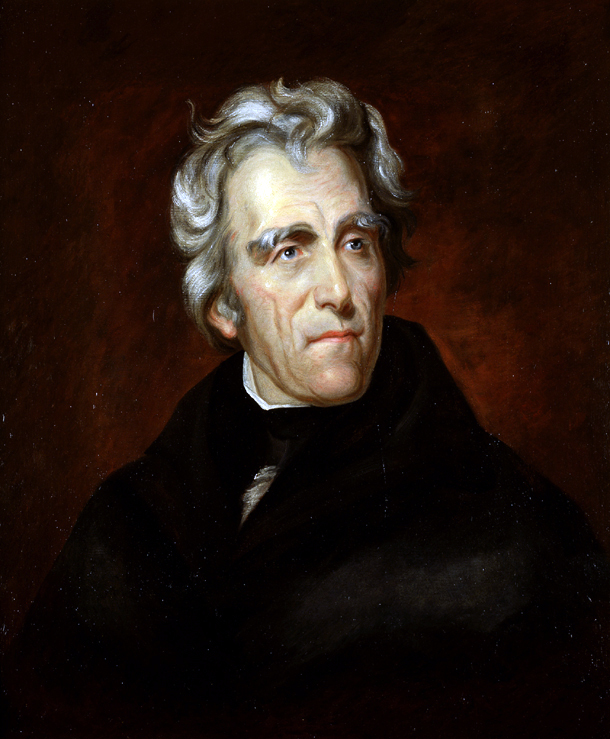
『アンドリュー・ジャクソンの肖像』、1824年、1928年から20ドル紙幣に使われている
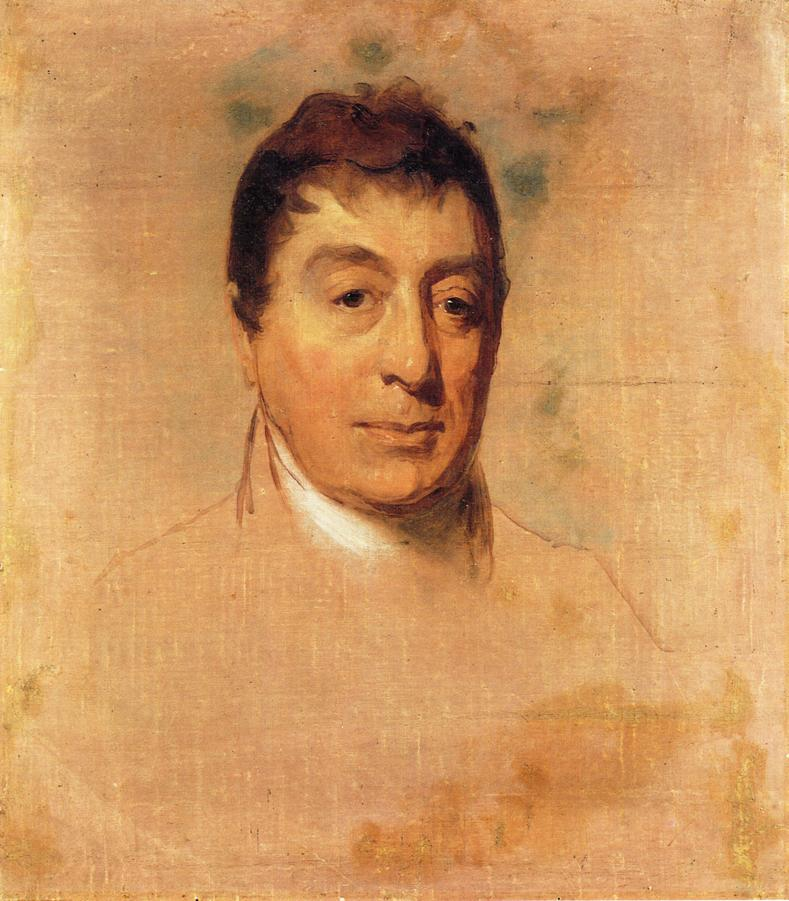
『ラファイエット侯爵の生涯研究』、1824年-1825年、油彩キャンバス
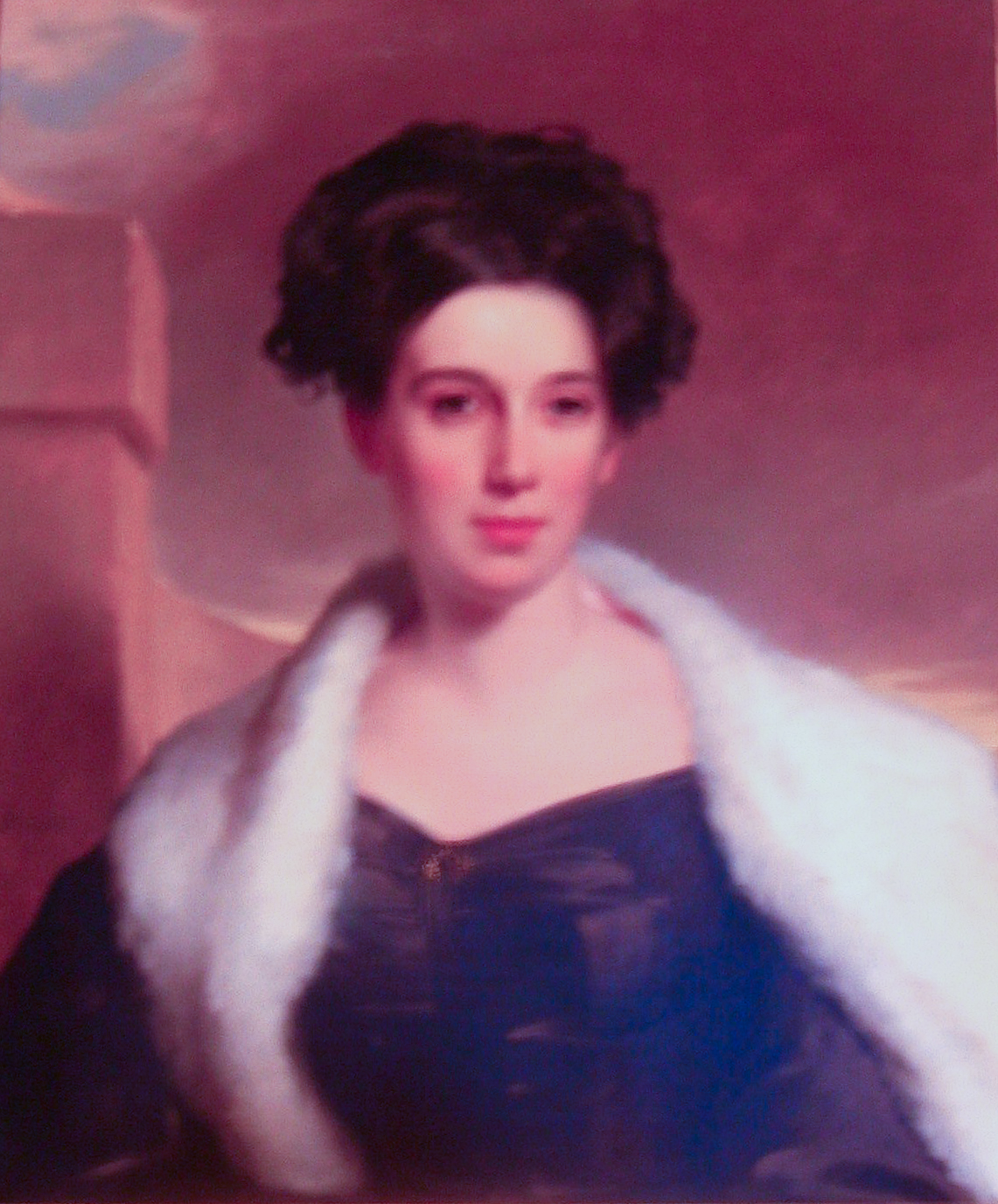
『メアリー・アン・ハイド・ノリスの肖像』1830年、フィラデルフィア美術館蔵
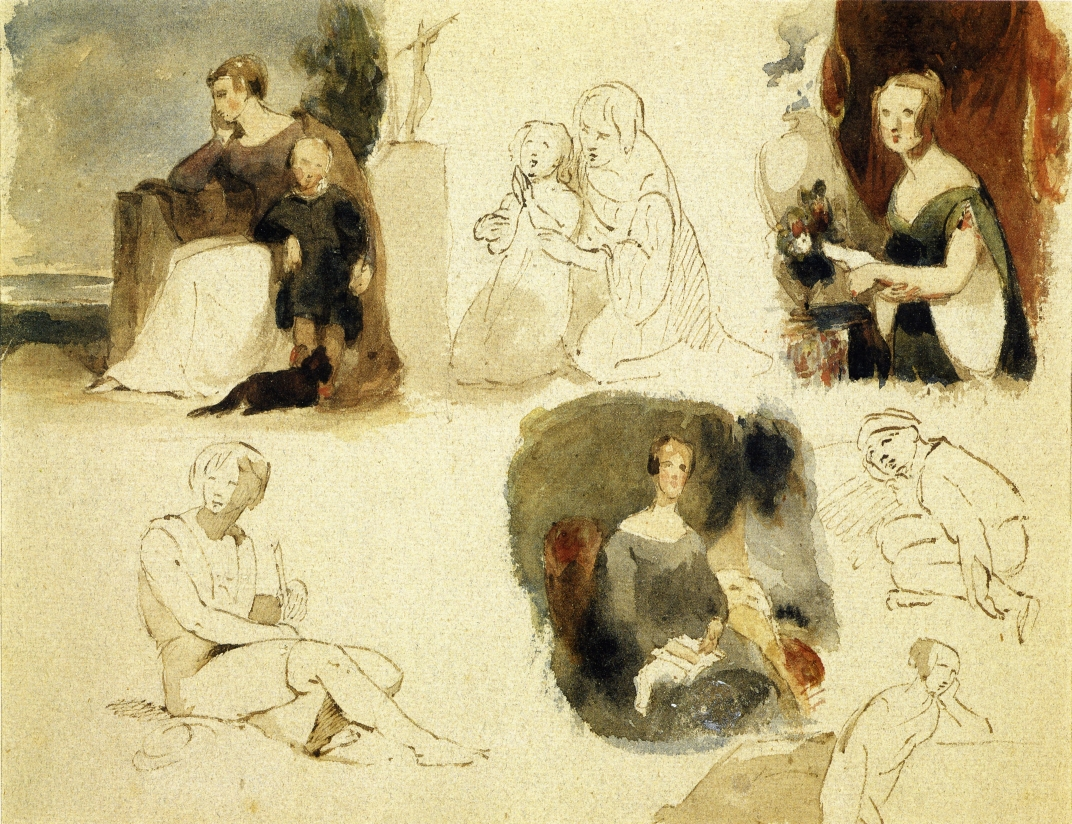
人物研究のシート、1830年-1839年、ボストン美術館蔵
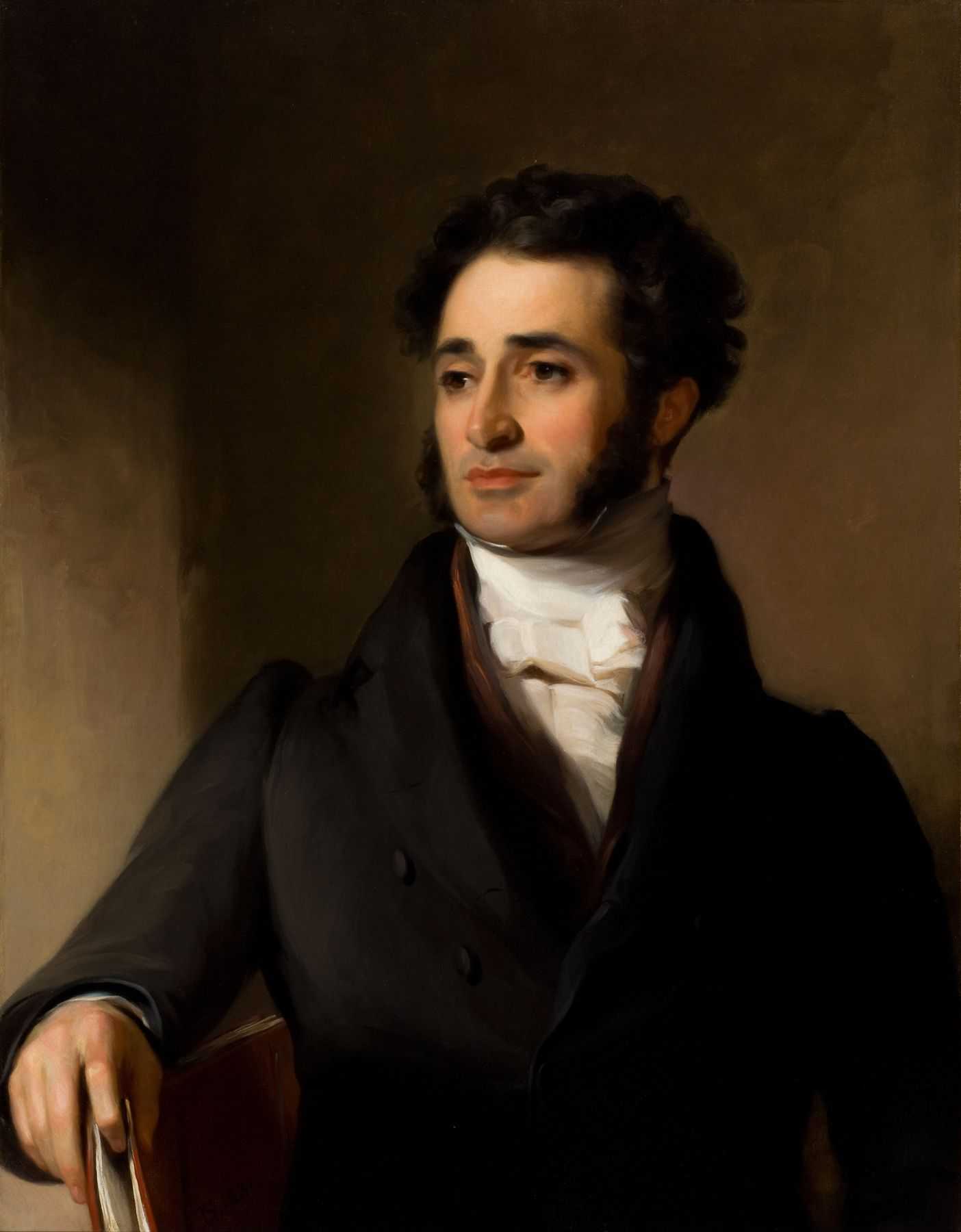
『ジャレド・スパークス』、1831年、油彩キャンバス、レイノルダ・ハウスミュージアム・オブ・アメリカンアート蔵
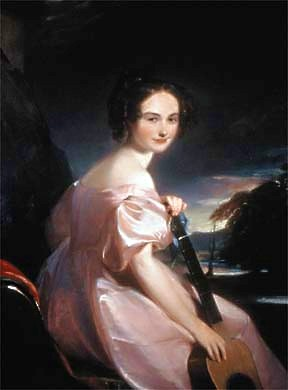
『フロリダのウォルトン嬢』、1833年、油彩キャンバス、オクタビア・ウォルトン・ル・ヴェールの肖像画
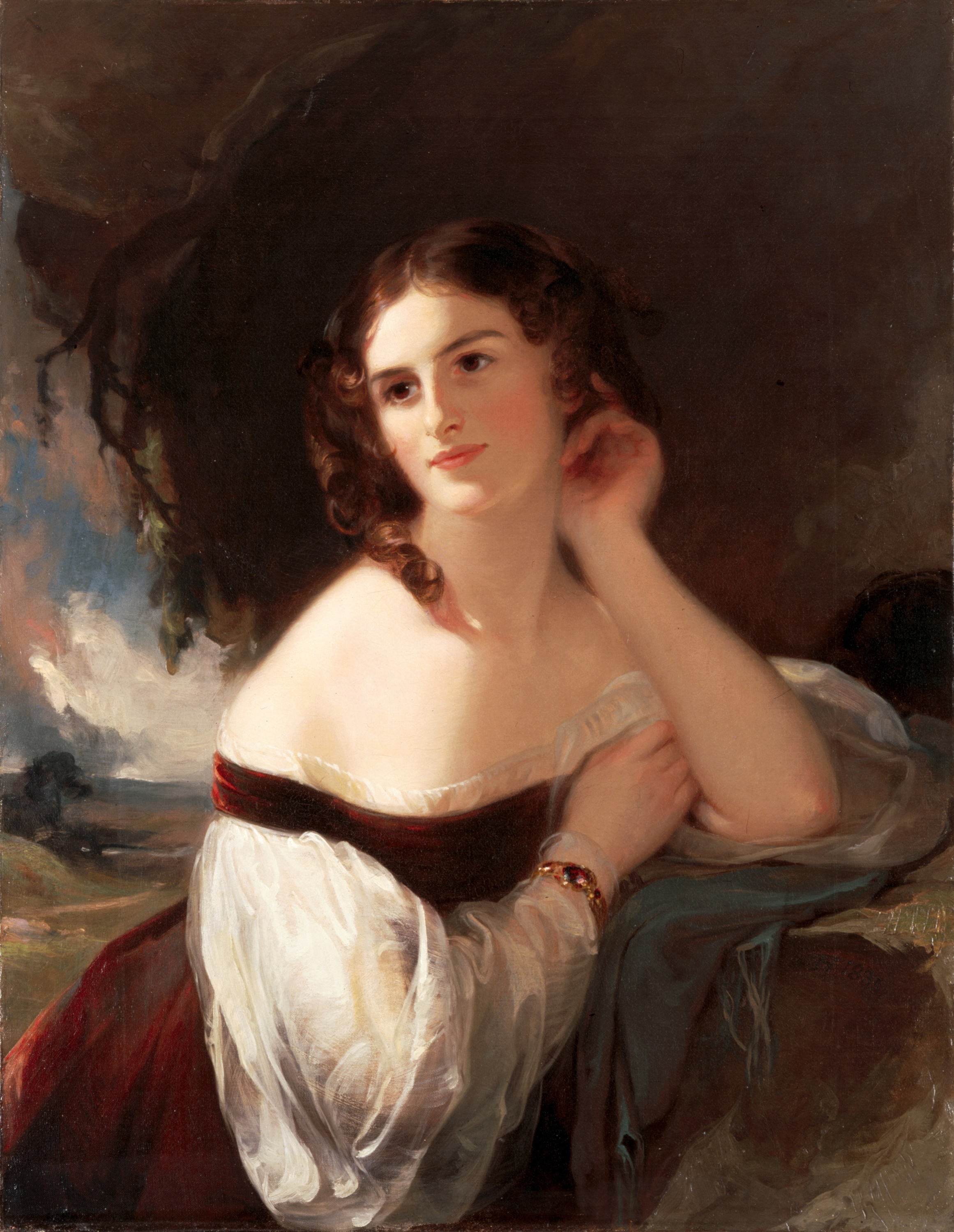
『ファニー・ケンブルの肖像』、1834年
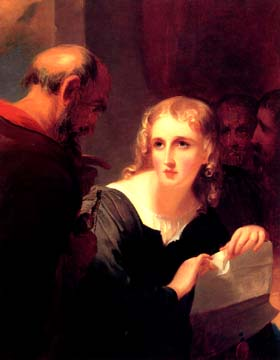
『ポーシャとシャイロック』、1835年
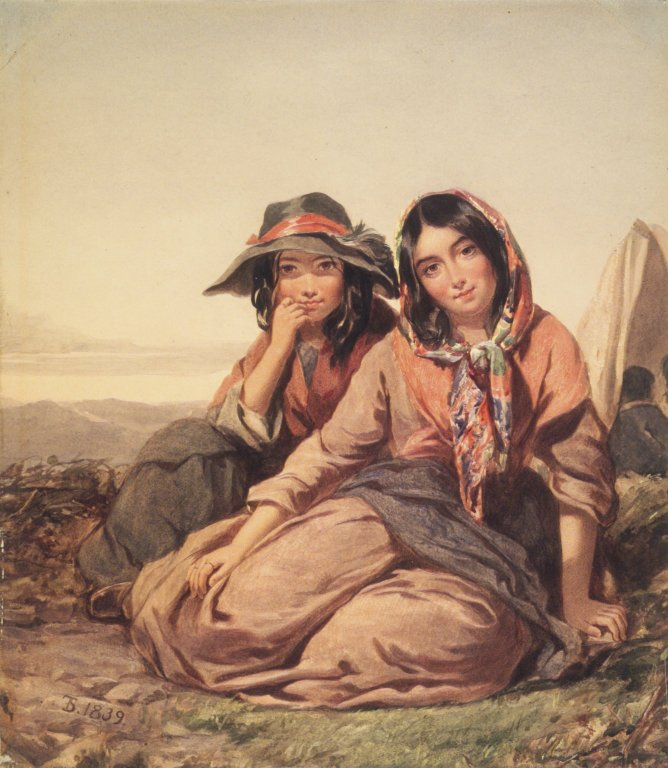
『ジプシーの少女』、1839年、水彩、 ブルックリン美術館蔵
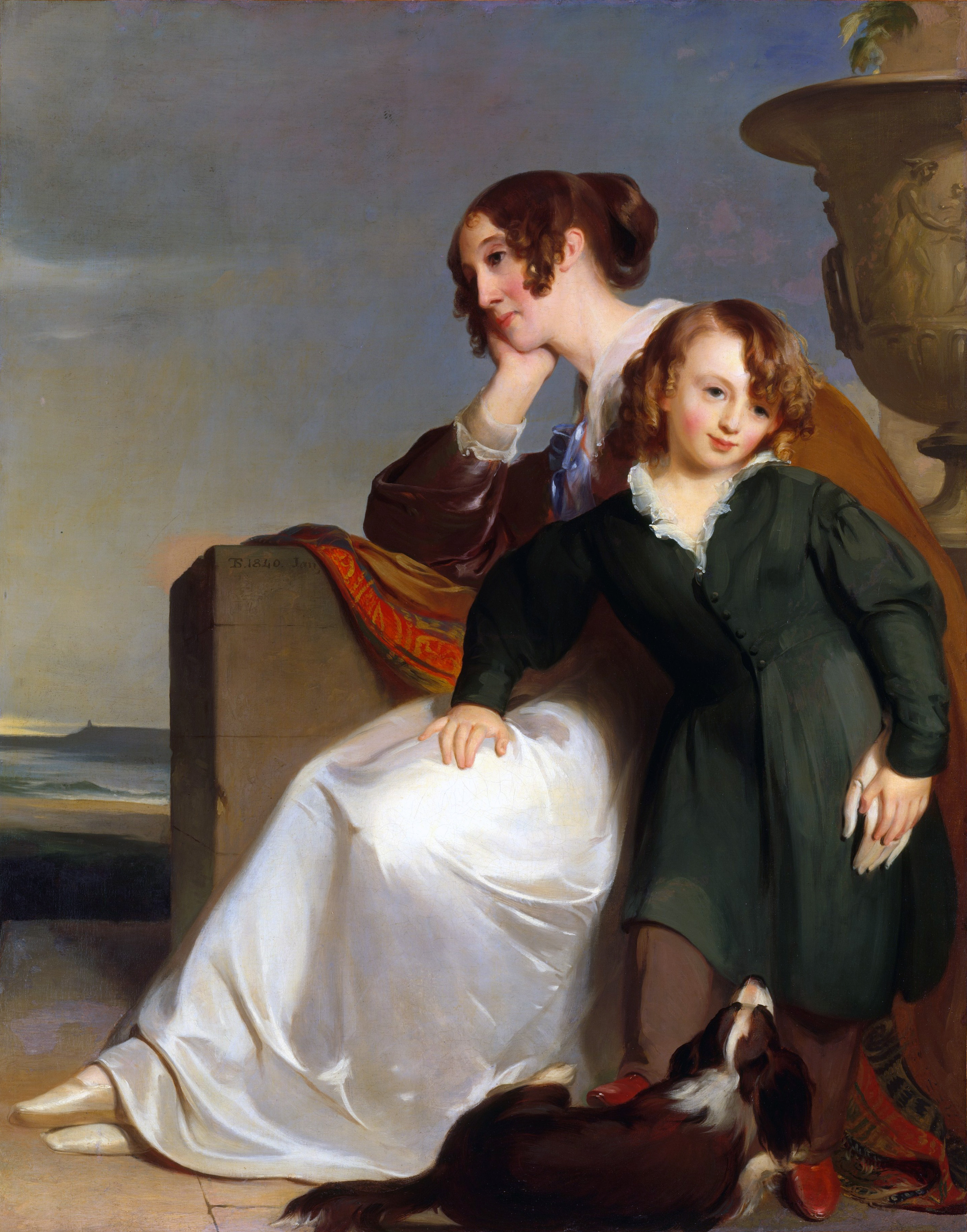
『母と息子』、1840年、油彩キャンバス、メトロポリタン美術館蔵
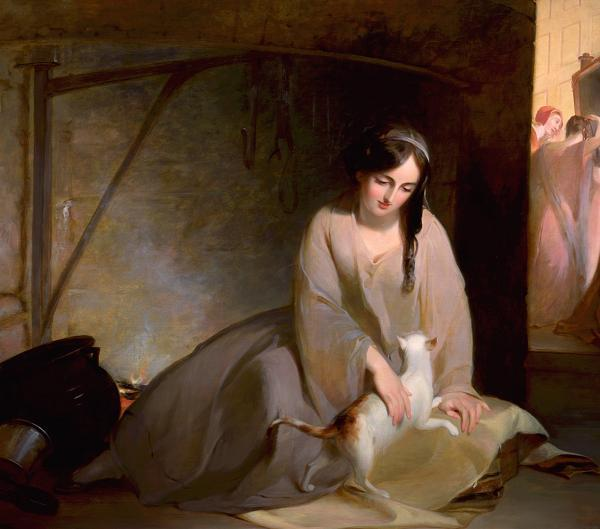
『台所のシンデレラ』、1843年、ダラス美術館蔵
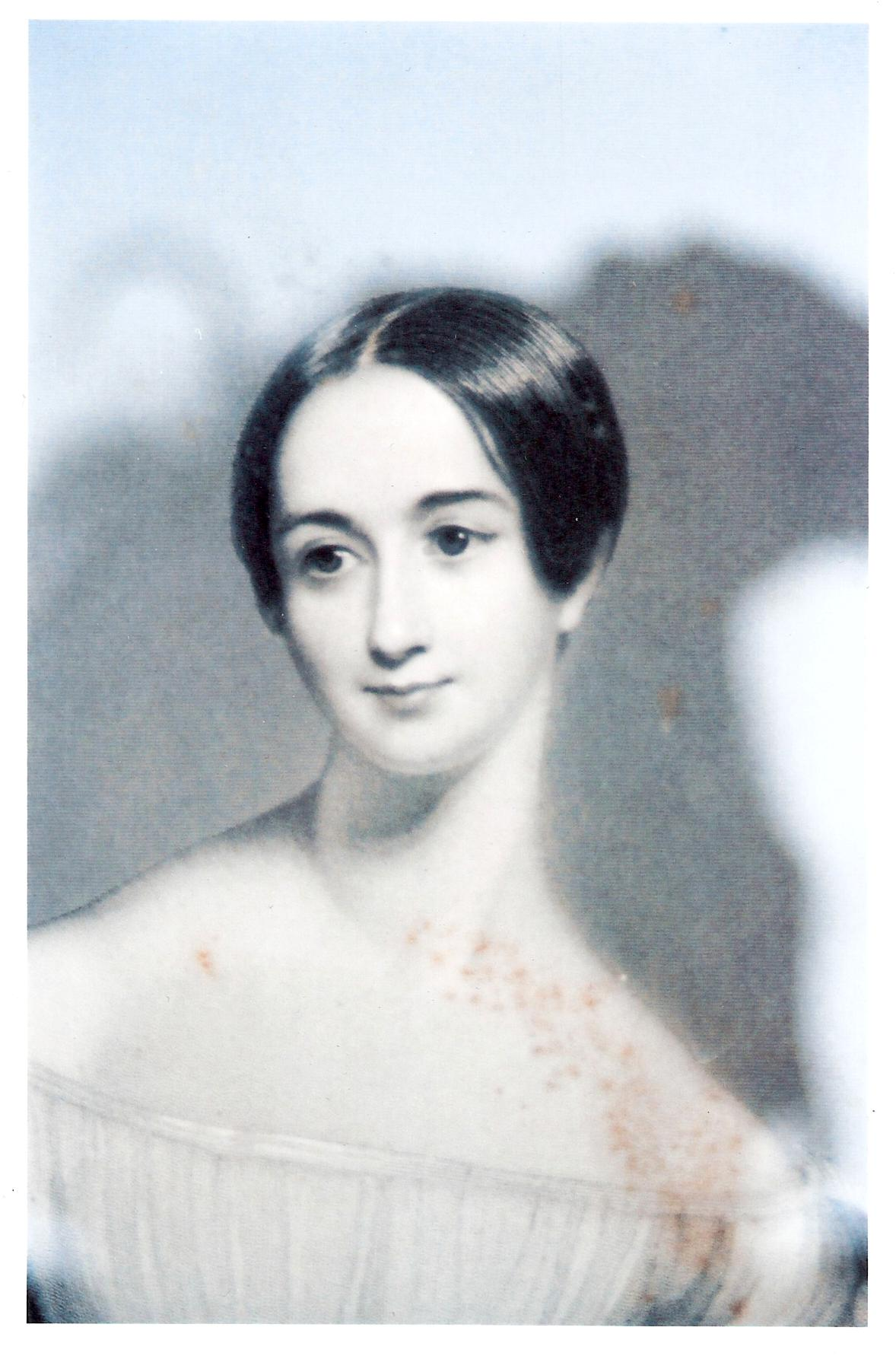
サリーによるボストンのジョシュア・ベイツの娘エリザの肖像画を版画にしたもの。エリザはベルギーの政治家シルベイン・ヴァン・ド・ワイアーの妻になった
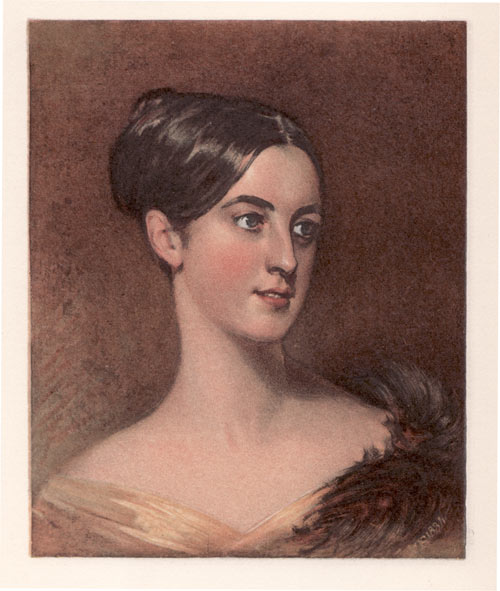
エリザベス/エリーズ・ワーズワース、チャールズ・オーガスタス・マレーの妻
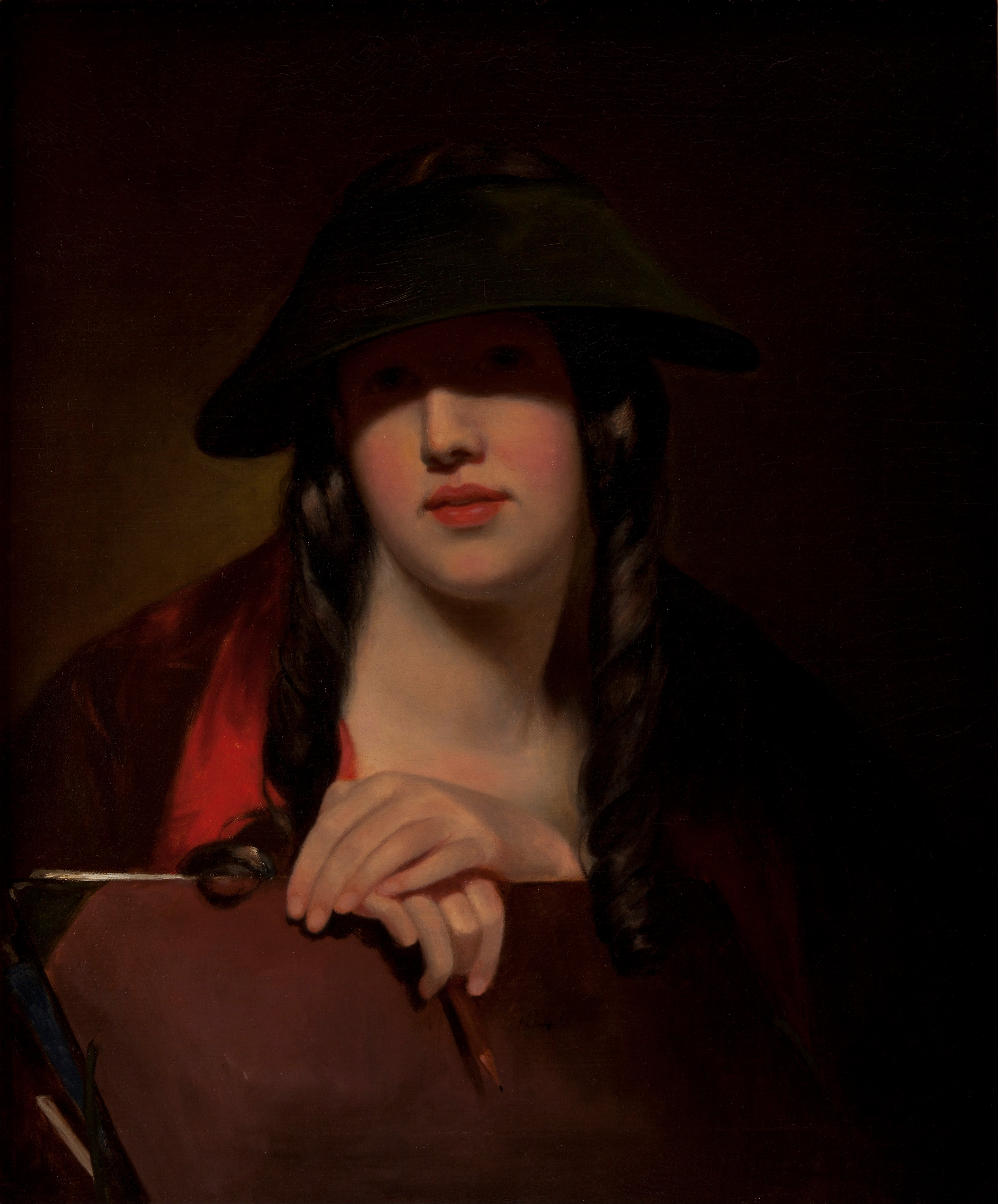
『学生』、サリーの娘ロザリー、1848年